# حمیدآباد (میرجاوه)
حمیدآباد روستایی در دهستان جون‌آباد بخش لادیز شهرستان میرجاوه استان سیستان و بلوچستان ایران است.

## جمعیت
بر پایه سرشماری عمومی نفوس و مسکن در سال ۱۳۹۵ جمعیت این مکان ۴۳ نفر (۱۶خانوار) بوده‌است.